# Liber Fidei
O Liber Fidei é um importante manuscrito, que além de ser um cartulário é um códice diplomático. Ele é constituído por 258 folhas de pergaminho, copias de 954 documentos, muitas vezes perdidos, escrito por varias mãos em Latim, durante os séculos XII e XIII, em escrita carolina-gótica e na parte final de escrita gótica, encadernado com duas tábuas de castanho, ligadas por cinco correias de couro. O Padre Avelino de Jesus da Costa que estudou longamente o documento o considerou “o maior e mais importante cartulário português, e um dos mais notáveis da Europa”. Ele é atualmente conservado no arquivo distrital de Braga, da Universidade do Minho.

## Origem
O Liber Fidei  tem por origem a relação conflituosa entre os arcebispos de Braga e seus congéneres “espanholes”, em particular o de Santiago de Compostela. No inicio da Reconquista, Braga não sendo ainda um território seguro, o bispo de Lugo, passou a ser também metropolita de Braga, tendo um controle bastante distante da arquidiocese. Em 1070/71, com a nomeação de  D. Pedro como arcebispo, a arquidiocese de Braga foi restaurada,  D. Pedro, reorganizou-a, e porque o seus vizinhos não queriam largar alguns rendimentos que ele achava seus, foi o primeiro a entrar em conflito com os seus pares, ao ponto de ser demitido e de acabar sua vida num mosteiro.
Mais tarde,  em 1118, o arcebispo Diego Gelmires de Compostela, tentou junto do Papa Gelásio II, retirar a dignidade de metropolita do arcebispo de Braga a seu favor. A situação agravou-se, com as pretensões de independência do condado portucalense que se concretizaram pela ‘’bula Manifestis probatum’’, de Alexandre III, de 23 de Maio de 1179.
Para apaziguar esse conflito, foi marcado uma primeira reunião entre as duas arquidioceses em Tui, no ano de 1187 e outra em 1199. Para a sua defesa, o arcebispo metropolita de Braga apresentou nessas reuniões, uma importante documentação constituída por copias de vários documentos,  o mais antigo sendo o Paroquial suevo de 569. Toda essa documentação era “Liber Fidei” ou seja, digno de fé (jurídica). Assim sabemos de certeza, que as primeiras copias do Liber Fidei, são um pouco anteriores a data de 1187, outras foram acrescentadas para a reunião de 1199, mas prolongaram-se até 1221 (fl. 157), uma segunda parte (cartulário) acaba em 1254 (fls. 158- 216).

## Conteúdo

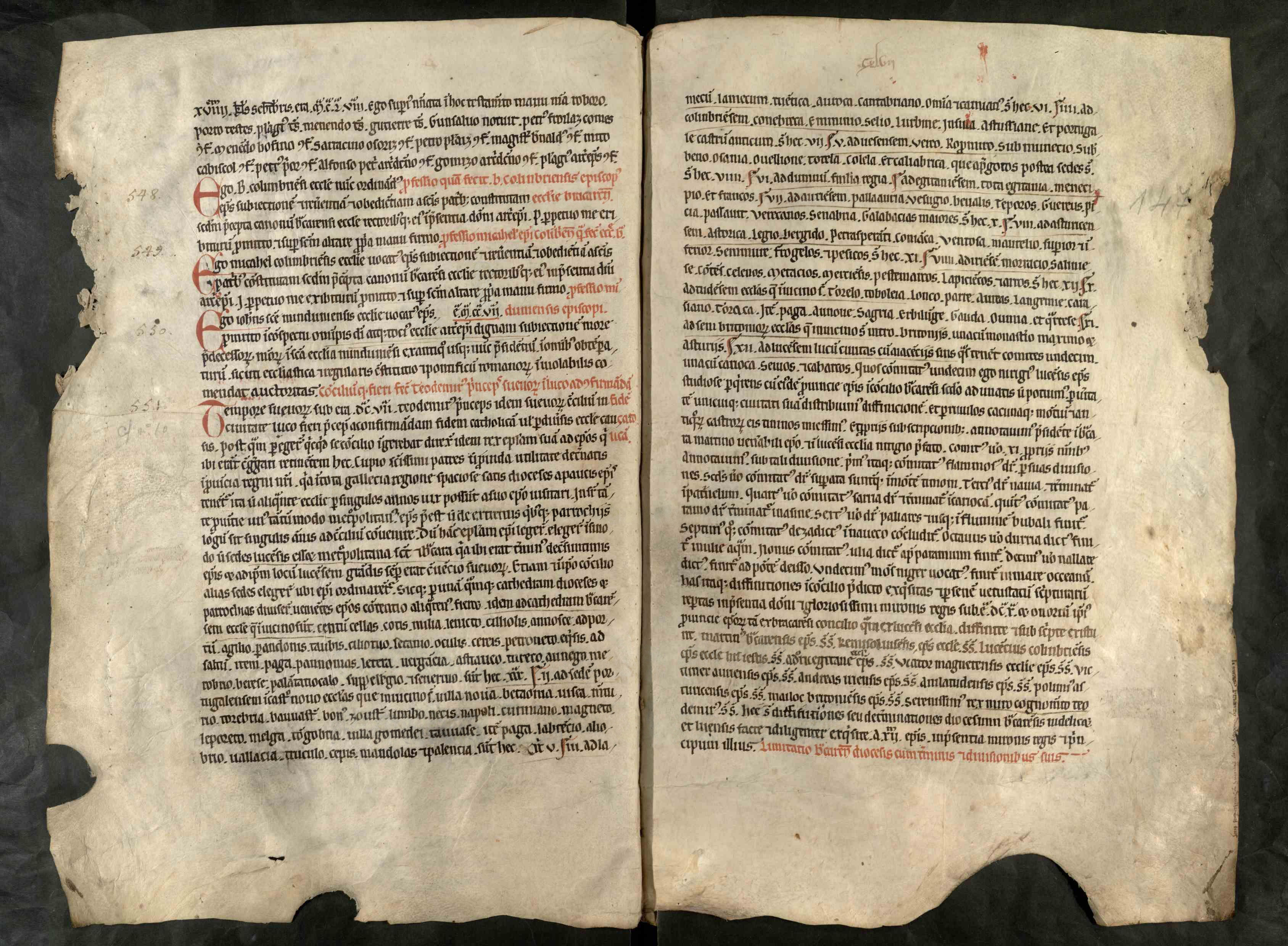
O Paroquial suevo, no Liber Fidei

Alem do Paroquial suevo já citado, o Liber Fidei contem à copia dum outro documento antigo e importante que é o Provincial Visigótico ou Divisão de Vamba, da segunda metade do século VII, com os limites das dioceses, como varias Bulas, muitas delas definindo a posição do Papa em relação ao conflito entre os arcebispos. Varias cartas de doações de D. Afonso Henriques à Sé de Braga. Cartas de  prestações de obediência pelos bispos de Tui, Astorga, Mondenho (Dume), Lugo ao metropolita bracarense como dos de Coimbra, e Lamego. E inúmeras doações da nobreza a Sé de Braga, testamentos, permutas, sentenças, vendas, acordos, cartas de couto, composições, emprazamentos, notícias, compromissos, escambos, índices dos documentos transcritos.